# Nicolae Alexandri
Nicolae Alexandri (n. 17 mai 1859, Chișinău, Imperiul Rus – d. 17 noiembrie 1931, Chișinău, România) a fost un avocat și om politic român, care a făcut parte din Sfatul Țării din Basarabia.

## Biografie, educație
Alexandri s-a născut într-o familie boierească, fiind rudă cu Vasile Alecsandri și unchiul lui Serghei Lazo.
Studiile liceale le-a făcut la Chișinău, cele superioare (dreptul), la Sankt Petersburg. Întors în Basarabia, a fost fondatorul ziarului Cuvânt moldovenesc.

## Sfatul Țării
La data de 27 martie 1918, Nicolae Alexandri a votat Unirea Basarabiei cu România. Era cel mai în vârstă membru a Sfatului Țării la vremea respectivă.

## Galerie

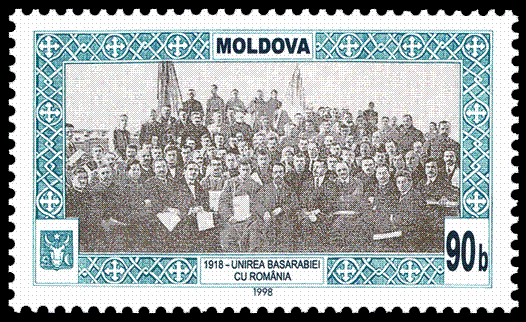
Timbru din Republica Moldova, 1998